# Tranvia Bologna-Pieve di Cento
La tranvia Bologna-Pieve di Cento era, assieme alla linea proveniente da Malalbergo che con questa aveva in comune il tratto fino alla Dozza, una linea tranviaria che tra il 1891 e il 1955 collegava l'area dello zuccherificio di Bologna con la località di Pieve di Cento, in una zona agricola allora dedicata alla produzione di barbabietola.

## Storia
Sul finire degli anni settanta dell'Ottocento, l'amministrazione provinciale di Bologna ricevette numerose richieste per la costruzione di linee tranviarie a trazione meccanica che collegassero il capoluogo ai mandamenti. Tra il 1880 e il 1881, la Deputazione approvò il Capitolato necessario a regolare la costruzione e l'esercizio di linee tranviarie nel territorio provinciale.
Fallito il progetto del Comitato per la promozione delle tranvie a vapore relativo alla costruzione di quattro tranvie che collegassero Bologna a Vignola, Finale Emilia, Portomaggiore e Massa Lombarda, l'iniziativa passò a compagnie dotate di capitale belga e alla Società Veneta. Tra il 1882 e il 1888 furono aperte le tranvie Bologna-Vignola e Bologna-Imola e la ferrovia Bologna-Portomaggiore con diramazione Budrio-Massalombarda.
Restava da collegare la zona a nord del capoluogo, a vocazione prettamente rurale, soprattutto in chiave di trasporto celere delle merci destinate agli opifici bolognesi. La concessione per una tranvia da Bologna a Pieve di Cento e Malalbergo fu rilasciata nel 1887 alla società presieduta dall'ingegnere Ludovico Maglietta, che aveva in precedenza lavorato per la Società Veneta, la quale aprì la linea tra Bologna e Pieve di Cento nel 1889.
Nello stesso anno alla società di gestione, la cui denominazione per esteso era Impresa Ingegner Ludovico Miglietta per la Costruzione e l'Esercizio delle Tramvie a vapore Bologna - Pieve di Cento e Bologna - Malalbergo, subentrò la neocostituita Società Anonima per le Tramvie a Vapore Bologna - Pieve di Cento e Bologna - Malalbergo (TBPM).
Il 16 settembre 1889 fu inaugurata la tranvia per Pieve di Cento: le due linee avevano in comune il tronco iniziale fra la stazione di via Matteotti e quella di Dozza.
Risale al 1899 la costruzione del binario di raccordo fra la stazione terminale della tranvia di Porta Galliera e lo stabilimento di lavorazione delle barbabietole posto a Bologna in località Farinello, presso la Porta Lame.
Negli anni Venti la TBPM assunse anche il servizio di trasporto che collegava Cento e Pieve di Cento, svolto fino ad allora con carrozze a cavalli, e che il comune di Cento riteneva ormai superfluo in conseguenza dell'apertura della ferrovia Ferrara-Cento-San Giovanni in Persiceto avvenuta ad opera della Società Veneta nel 1912.
Secondo i dati indicati dal comune di Malalbergo, durante gli anni di esercizio la tranvia trasportò oltre 35 milioni di persone e 2.800 miliardi di tonnellate di merce. Tale traffico, che negli anni trenta toccava punte di 3.000 carri inoltrati sulla rete delle Ferrovie dello Stato per un volume che oscillava fra le 20.000 e le 40.000 tonnellate di barbabietole all'anno, vide un ulteriore incremento con l'apertura di nuovi raccordi nel tratto urbano con lo stabilimento Casaralta, la Società Carbonifera, la società Lorenzini e con il mercato ortofrutticolo di Bologna. Un breve binario consentiva anche di raggiungere il deposito tranviario urbano detto della Zucca. 
A partire dal 1937, la graduale immissione in servizio di automotrici termiche consentì di diminuire significativamente i tempi di percorrenza, fino ad allora superiori alle due ore.
Il 10 maggio 1941 la concessione per l'esercizio fu prorogata alla TBPM per ulteriori 10 anni.
La seconda guerra mondiale comportò per la linea gravi danneggiamenti ad opera dei bombardieri alleati e dei guastatori tedeschi avvenuti nel 1944, tanto che l'esercizio poté riprendere solo nel dicembre 1945, in un quadro economico e sociale ormai sconvolto e che comportava deficit di esercizio via via crescenti. In tale contesto, nel 1948 la principale azionista della TBPM, la società Piaggio dichiarò fallimento, dando il via ad una catena di scioperi che peggiorò ulteriormente la situazione portando il 15 marzo 1948 la TBPM a rinunciare alla concessione a causa dell'eccessivo debito nel frattempo accumulato.
Il personale della tranvia si costituì allora in cooperativa (Cooperativa fra il personale per l'esercizio della Tranvia), alla quale la provincia di Bologna, che per decreto prefettizio si vide assegnati infrastrutture e rotabili della precedente società, affidò l'esercizio dell'impianto in base alla precedente concessione, che nel 1951 fu appositamente rinnovata. Nel 1954 alla cooperativa subentrò direttamente la Provincia, che costituì all'uopo l'Azienda Provincializzata Trasporti.
Il 1º novembre 1955 la provincia di Bologna attuò la chiusura della linea Dozza-Pieve di Cento e della tratta Altedo-Malalbergo, cui seguì la Altedo-Bologna, il 1º dicembre 1957. La tranvia venne allora venne sostituita da un autoservizio, rimanendo il breve tratto urbano in esercizio come raccordo ferroviario soppresso a sua volta negli anni novanta del novecento dopo che gli ultimi stabilimenti raccordati avevano ormai cessato l'attività. Nel 2013, sul sedime di quest'ultimo, venne inaugurata una pista ciclabile.

## Caratteristiche

### Percorso
| Unknown route-map component "uexKBHFa" |

| Unknown route-map component "uexHST" |

| Unknown route-map component "uexBHF" |

| Unknown route-map component "uexHST" |

| Unknown route-map component "uexHST" |

| Unknown route-map component "uexHST" |

| Unknown route-map component "uexHST" |

| Unknown route-map component "uexHST" |

| Unknown route-map component "uexHST" |

| Unknown route-map component "uexBHF" |

| Unknown route-map component "CONTgq" | Unknown route-map component "uxmKRZ" | Unknown route-map component "CONTfq" |

| Unknown route-map component "uexHST" |

| Unknown route-map component "uexHST" |

|  | Unknown route-map component "uexABZg+l" | Unknown route-map component "uexCONTfq" |

| Unknown route-map component "uexHST" |

|  | Unknown route-map component "uexABZg+l" | Unknown route-map component "uexKDSTeq" |

| Unknown route-map component "CONTgq" | Unused waterway under railway bridge | Unknown route-map component "CONTfq" |

|  | Unknown route-map component "uexABZg+l" | Unknown route-map component "uexKDSTeq" |

|  | Unknown route-map component "uexABZg+l" | Unknown route-map component "uexKDSTeq" |

| Unknown route-map component "uexKDSTaq" | Unknown route-map component "uexABZg+r" |  |

| Unknown route-map component "uexKBHFe" |

La linea per Pieve di Cento, così come quella per Malalbergo, aveva origine alla stazione di Porta Galliera, appositamente costruita nelle adiacenze di Bologna Centrale allorché non si concretizzò l'originario progetto dell'ing. Miglietta di attestare le tranvie a Bologna San Vitale, dove avrebbe dovuto sorgere un polo d'interscambio con le ferrovie della Società Veneta per Portomaggiore e Budrio.
L'edificio di stazione esiste tuttora ed ospita la collezione di veicoli storici dell'ex ATC; tale destinazione museale non può purtroppo essere fruita dal pubblico a causa di un problema strutturale che non consente di rispettare la normativa per i luoghi aperti al pubblico: la visita è comunque possibile su appuntamento in alcuni periodi dell'anno; fra i rotabili conservati degna di nota sono le locomotive tranviarie a vapore TBPM n. 9 e n. 11 Polesine, che fecero servizio proprio sulla tranvia Bologna-Pieve di Cento/Malalbergo.
Lasciata la stazione la tranvia attraversava l'allora periferia industriale posta a nord della città, incontrando nell'ordine i raccordi per lo zuccherificio, un deposito militare, le officine Casaralta e la manifattura tabacchi. La via Ferrarese veniva impegnata subito dopo l'incrocio con l'attuale via Bartolomeo Passarotti. Il binario tranviario era realizzato con rotaie vignoles allo scartamento standard di 1445 mm, cosa che consentiva il transito di carri ferroviari.
A 3,1 km dal capolinea si trovava il bivio da cui si diramava la tratta diretta a Malalbergo. La tranvia per Pieve di Cento proseguiva verso ovest, attraversando l'abitato di Corticella, oltre al quale era presente un punto singolare costituito dall'attraversamento della ferrovia Bologna-Ferrara statale in prossimità della radice sud della omonima stazione, che avveniva con un passaggio a livello che imponeva pesanti soggezioni all'esercizio.

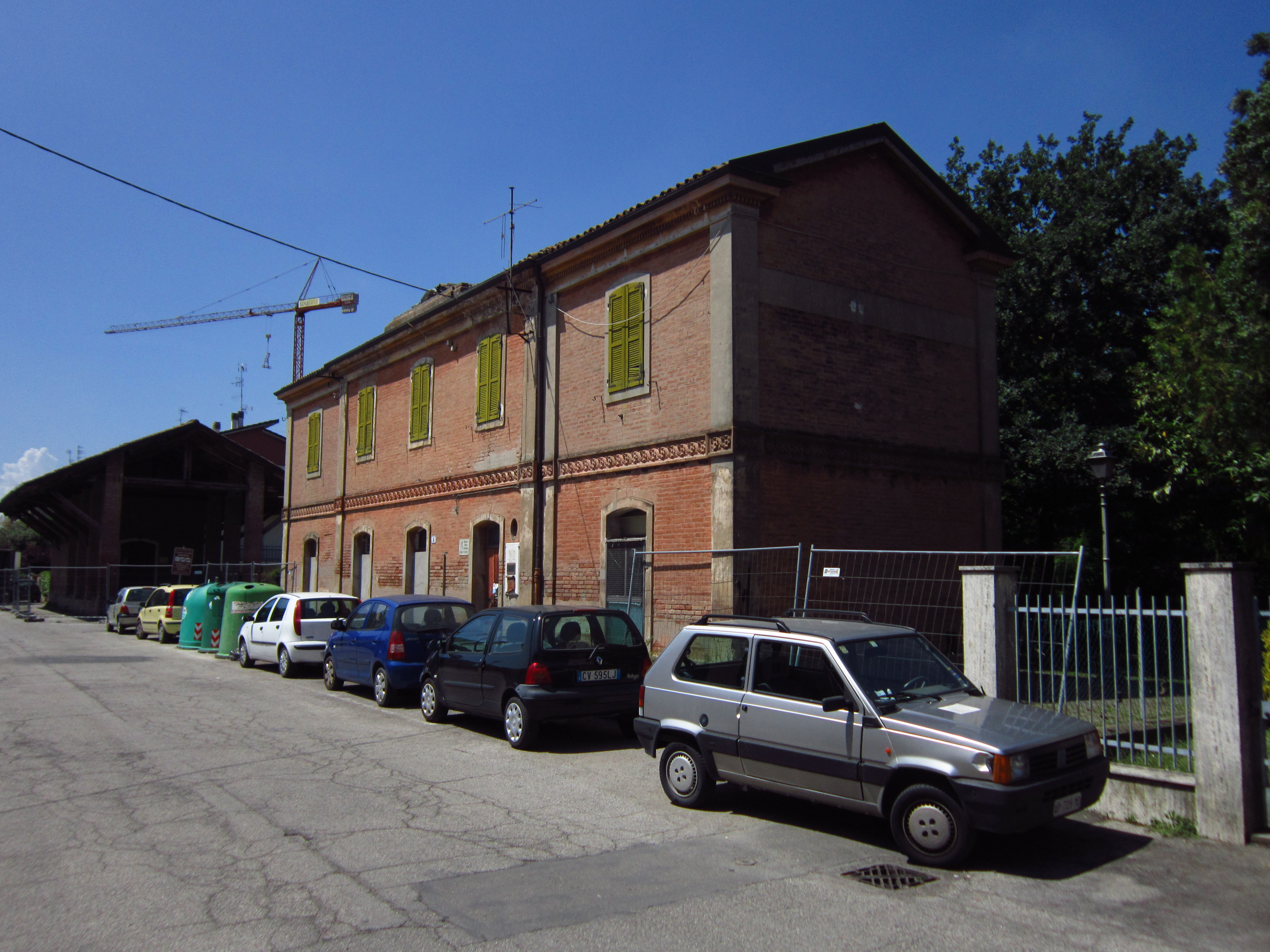
La vecchia stazione di Pieve di Cento

Si proseguiva poi alla volta dell'abitato di Trebbo, ove era presente una stazione, superato il quale la linea piegava decisamente verso nord mantenendosi parallela al Reno. Alcune fermate servivano questa zona di campagna, corrispondenti agli abitati di Torreverde, Boschetto e Casadio, fino a raggiungere la stazione di Argelato. Da qui la linea piegava nuovamente verso nord ovest impegnando la via Centese, con la quale raggiungeva, superate le fermate di San Giacomo e San Donino e Castello d'Argile. Un paio di chilometri più a nord si raggiungeva Pieve di Cento, capolinea dell'impianto.
Oltre alle stazioni di Bologna Porta Galliera, Dozza, Corticella, Trebbo, Argelato, Argile e Pieve di Cento, in totale erano presenti, come si evince da un orario del 1925, cinque fermate ordinarie (Viscardi, Boschetto, Casadio, San Giacomo, San Donino) e sei fermate facoltative denominate Casaralta (presso l'omonimo stabilimento a Bologna), Villa Trombetti, Torre Verde, Bagno e Villa Filippetti.

## Materiale rotabile

### La trazione a vapore
Il materiale rimorchiato della dotazione d'origine era costituito 21 carrozze di seconda e terza classe, di cui 4 a carrelli, e 74 carri merci di cui 20 chiusi; per ovviare alla carenza di materiale rimorchiato che nel frattempo si era palesata, nel 1908 furono acquistate due vetture a carrelli cui ne succedettero altrettante, di capienza maggiorata, nel 1909.
Per la trazione di tali rotabili furono acquistate una prima serie di 5 locomotive a vapore a 2 assi, di tipo prettamente tranviario, realizzate dalla St. Leonard di Liegi nel 1889 numerate 1÷5; tali unità erano battezzate con nomi di località attraversate dalla linea, come in uso all'epoca. Successivamente si aggiunsero altrettante macchine di costruzione Henschel & Sohn, acquistate di seconda mano nel 1890 ed immatricolate 6÷7, C31÷32 e 9.
Il primo potenziamento dei servizi avvenuto nel nuovo secolo comportò l'immissione in servizio della n. 8, un'Orenstein & Koppel del 1902, anch'essa a 2 assi, e di due macchine di maggiori dimensioni costruite dall'Ansaldo nel 1923 e classificate 10 e 11. Tali ultime locomotive furono riclassificate nel 1949 nel gruppo 813, sempre con i medesimi numeri progressivi. Si trattava di macchine appartenenti ad una serie consegnata a diverse imprese e raccordi industriali, fra i quali alcuni zuccherifici: la 11 era entrata in servizio in uno di questi il 12 giugno 1923 con il nome di Polesine prima di essere acquistata dalla TBPM.

### La trazione termica
Nel 1935 furono ordinate 4 automotrici ALn 56 monomotore, classificate 01-04 e il cui modello, denominato 028 FIAT, venne appositamente modificato per questa linea e quella per Pieve di Cento, che dopo alcuni lavori di adeguamento del raggio di curvatura furono immesse in servizio il 1º marzo 1937.
Alla chiusura della linea le 4 automotrici trovarono nuovi acquirenti: le unità 02 e 04 vennero cedute alla Ferrovia Mantova Peschiera (FMP) che utilizzando parti dell'unità gemella trasformò l'unità 02 aumentandone altresì la capacità a 60 posti a sedere. Riverniciata nei colori blu/avorio sociali il veicolo, riclassificato 60.405 prestò servizio lungo il Mincio fino alla soppressione anche della FMP; un nuovo passaggio di proprietà la portò a Trento dove, previo cambio di scartamento ad un metro, fu trasformata come rimorchiata CP.1 presso la Ferrovia Trento-Malé. Dopo 10 anni di accantonamento tale unità fu demolita nel 2007.
Le ALn 56 01 e 03, revisionate ed accoppiate permanentemente grazie ad una trasformazione che le rendeva idonee al comando multiplo a cura della Ferrovia Suzzara Ferrara, furono immesse in servizio sulla linea sociale di tale azienda, fino alla demolizione avvenuta nel 1979.
Nel 1938, considerata la soddisfacente esperienza con i primi mezzi a trazione termica, la TBPM acquistò di seconda mano dalla Compagnia Nazionale Trasporti e Comunicazioni (CNTC), la cui tranvia Borgo San Donnino-Salsomaggiore era stata soppressa l'anno prima in conseguenza dell'inaugurazione della parallela ferrovia, l'autotreno di costruzione Laviosa (azienda così chiamata dal nome del titolare, Alberto Laviosa) denominato T3, dal nome del modello, un rotabile dal rodiggio 2'(1A)2' costituito da due casse che poggiavano su tre carrelli e che disponeva di trasmissione meccanica. Il complesso disponeva di 54 posti a sedere di prima e seconda classe.
Nel 1940 si aggiunsero al parco altre 3 automotrici del gruppo ALn 72 costruite dalla Breda, dotate del rodiggio (1A)2' e acquistate di seconda mano dalle Ferrovie dello Stato. Tali veicoli, classificati ALn 72 2001-2003 erano derivati dalla trasformazione di automotrici a benzina realizzate nel 1933 e classificate dapprima come AUTO 72 01-03 ed in seguito ALb 72.201-203. La motorizzazione, assieme al cambio Wilson, consentiva di raggiungere la velocità di 110 km/h. Alla soppressione della linea sopravviveva solo la ALn 72 2003, che venne ceduta alla Società Veneta.

#### Materiale motore - prospetto di sintesi
| Unità          | Anno di costruzione | Costruttore        | N. costruzione | Tipo                | Note                                                                                |
| -------------- | ------------------- | ------------------ | -------------- | ------------------- | ----------------------------------------------------------------------------------- |
| 1 - Argile     | 1889                | St. Leonard        | 822            | a 2 assi            |                                                                                     |
| 2 - Pieve      | 1889                | St. Leonard        | 823            | a 2 assi            |                                                                                     |
| 3 - Minerbio   | 1889                | St. Leonard        | 824            | a 2 assi            |                                                                                     |
| 4 - Baricella  | 1889                | St. Leonard        | 825            | a 2 assi            |                                                                                     |
| 5 - Malalbergo | 1891                | St. Leonard        | 826            | a 2 assi            |                                                                                     |
| 6 - Galvani    | 1880                | Henschel & Sohn    | 1862           | a 2 assi            | acquistata dalla Società Veneta                                                     |
| 7 - Maglietta  | 1880                | Henschel & Sohn    | 1863           | a 2 assi            | acquistata dalla Società Veneta                                                     |
| C31            |                     | Henschel & Sohn    | 1118           | a 2 assi            | acquistata dalla Tranvia Portonaccio-Ciampino-Marino                                |
| C32            |                     | Henschel & Sohn    | 1937           | a 2 assi            | acquistata nel 1941 dalla Tranvia Pisa-Pontedera                                    |
| 8 - Cento      | 1902                | Orenstein & Koppel | 942            | a 2 assi            |                                                                                     |
| 9 - Bologna    | 1909                | Henschel & Sohn    | 8125           | a 2 assi            | oggi parte della Collezione storica TPER                                            |
| 10             | 1923                | Ansaldo            |                | a 3 assi            | dal 1949 classificata 813-10                                                        |
| 11             | 1923                | Ansaldo            | 1169           | a 3 assi            | ex Polesine, dal 1949 classificata 813-11; oggi parte della Collezione storica TPER |
| ALn 56-01      | 1936                | Fiat               |                | Automotrice termica | ceduta alla FSF                                                                     |
| ALn 56-02      | 1936                | Fiat               |                | Automotrice termica | ceduta alla FMP e trasformata in 60.405                                             |
| ALn 56-03      | 1936                | Fiat               |                | Automotrice termica | ceduta alla FSF                                                                     |
| ALn 56-04      | 1936                | Fiat               |                | Automotrice termica | ceduta alla FMP, utilizzata per parti di ricambio                                   |
| T3             |                     | Laviosa            |                | Autotreno           | acquistato nel 1938 dalla tranvia Fidenza-Salsomaggiore                             |
| ALn 72 2001    | 1933                | Breda              |                | Automotrice termica |                                                                                     |
| ALn 72 2002    | 1933                | Breda              |                | Automotrice termica |                                                                                     |
| ALn 72 2003    | 1933                | Breda              |                | Automotrice termica | ceduta alla SV                                                                      |